# Шерлі Менсон
Шерлі Енн Менсон (англ. Shirley Manson; нар. 26 серпня 1966 року) — шотландська музична виконавиця, поетеса, акторка, композиторка, модель, феміністка, ВІЛ \ СНІД активістка. Здобула світову славу як солістка альтернативного рок-гурту Garbage.  
Менсон завоювала увагу медіа завдяки відвертому стилю та поведінці, характерному контральто, що забезпечив їй світову аудиторію. Крім вокалу, грає на синтезаторі та гітарі. Стиль коливається між гранжем, електронікою та альтернативою. 
Переважну частину своєї міжнародної кар'єри Менсон провела в дорозі між рідним Единбургом та США задля участі у записах з гуртом Garbage, але зараз мешкає та працює в Лос-Анджелесі.

## Життєпис
Народилася 26 серпня 1966 року в місті Единбург, Шотландія. Атеїстка. 